# بیل (ایندیانا)
بیل (به انگلیسی: Beal) یک منطقهٔ مسکونی در ایالات متحده آمریکا است که در شهرستان ناکس، ایندیانا واقع شده‌است. بیل ۱۲۴٫۰۶ متر بالاتر از سطح دریا واقع شده‌است.